# Амендоа (Масан)
Амендоа (порт. Amêndoa) — район (фрегезия) в Португалии, входит в округ Сантарен. Является составной частью муниципалитета Масан. По старому административному делению входил в провинцию Бейра-Байша. Входит в экономико-статистический субрегион Пиньял-Интериор-Сул, который входит в Центральный регион. Население составляет 658 человек на 2001 год. Занимает площадь 37,00 км².
Покровителем района считается Дева Мария (порт. Maria).